# Monghidoro
Monghidoro là một đô thị ở tỉnh Bologna vùng Emilia-Romagna của Ý, có vị trí khoảng 30 km về phía nam của Bologna. Tại thời điểm ngày 31 tháng 12 năm 2004, đô thị này có dân số 3.905 người và diện tích là 48,2 km².

## Các đơn vị cấp dưới (frazioni)
Ca' dei Brescandoli, Ca' del Costa, Ca' di Fiore, Ca' di Francia, Ca' del Gappa, Ca' dei Marchi, Ca' di Pallerino, Campeggio, Ceragne, Frassineta, La Ca', La Costa, La Fossa, La Lastra, La Martina, La Piazza, Lamazze di Qua, Madonna dei Boschi, Malalbergo, Molino della Pergola, Pallerano, Pergoloso, Piamaggio, Pian dei Grilli, Sant'Andrea di Savena, Sumbilla, Vasellara Bassa, Vergiano, Villa di Mezzo

## Người dân nổi tiếng
- Armaciotto de' Ramazzotti MELCHIORRE RAMAZZOTTO.htm[liên kết hỏng]
- Gianni Morandi
- Giordano Berti

## Thành phố kết nghĩa
- Rebecq, Bỉ, từ năm 2002